# Współczynniki farmakodynamiczne
Współczynniki farmakodynamiczne – minimalne stężenie składników stałych lub gazowych lub minimalna temperatura. Wskaźniki te mogą stanowić podstawę do uznania wody za wodę mineralną, leczniczą, lub swoistą.